# Kurie (stavba)

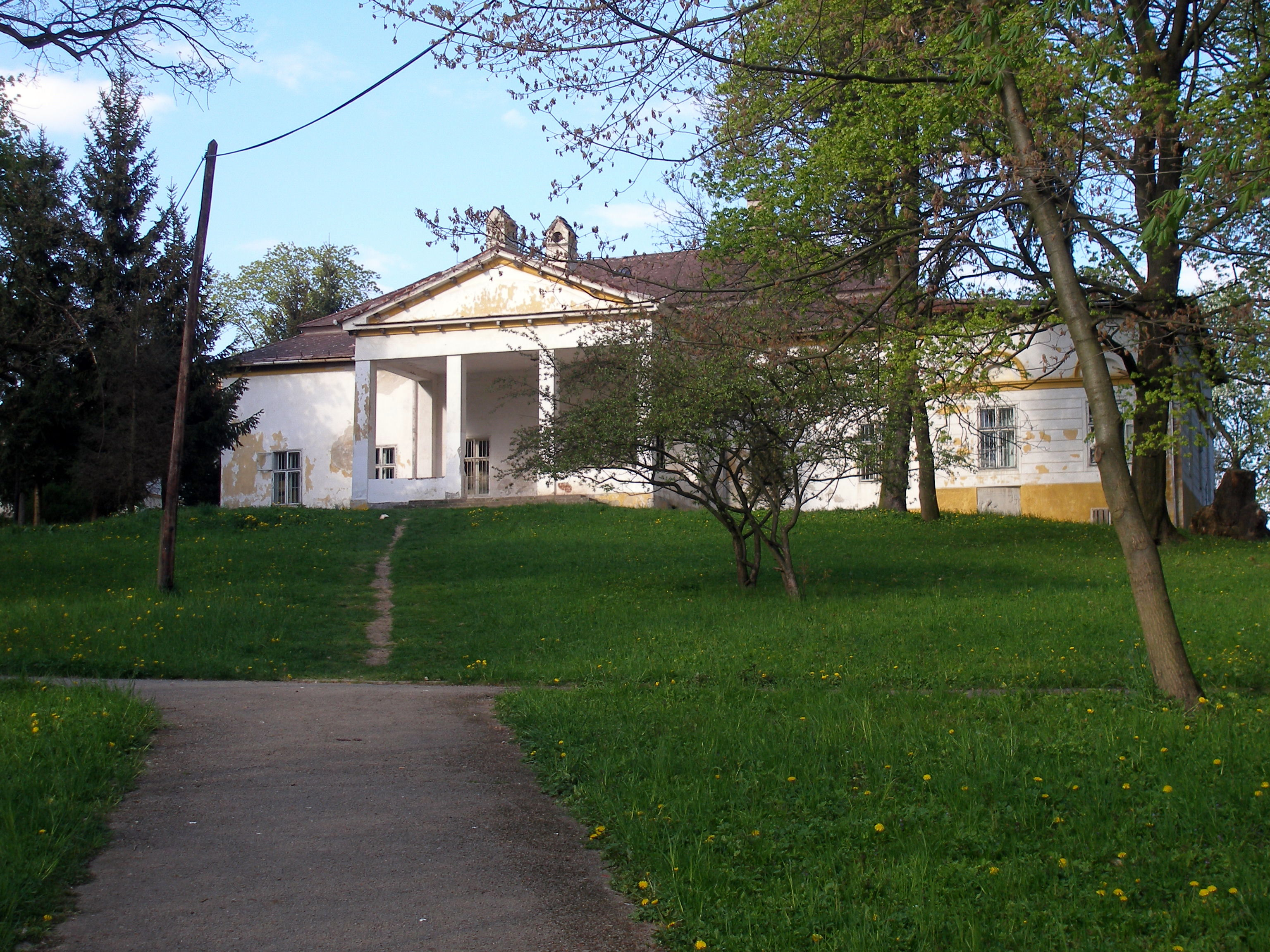
Kurie v Župčanech, budova stálé expozice Literární tradice východního Slovenska

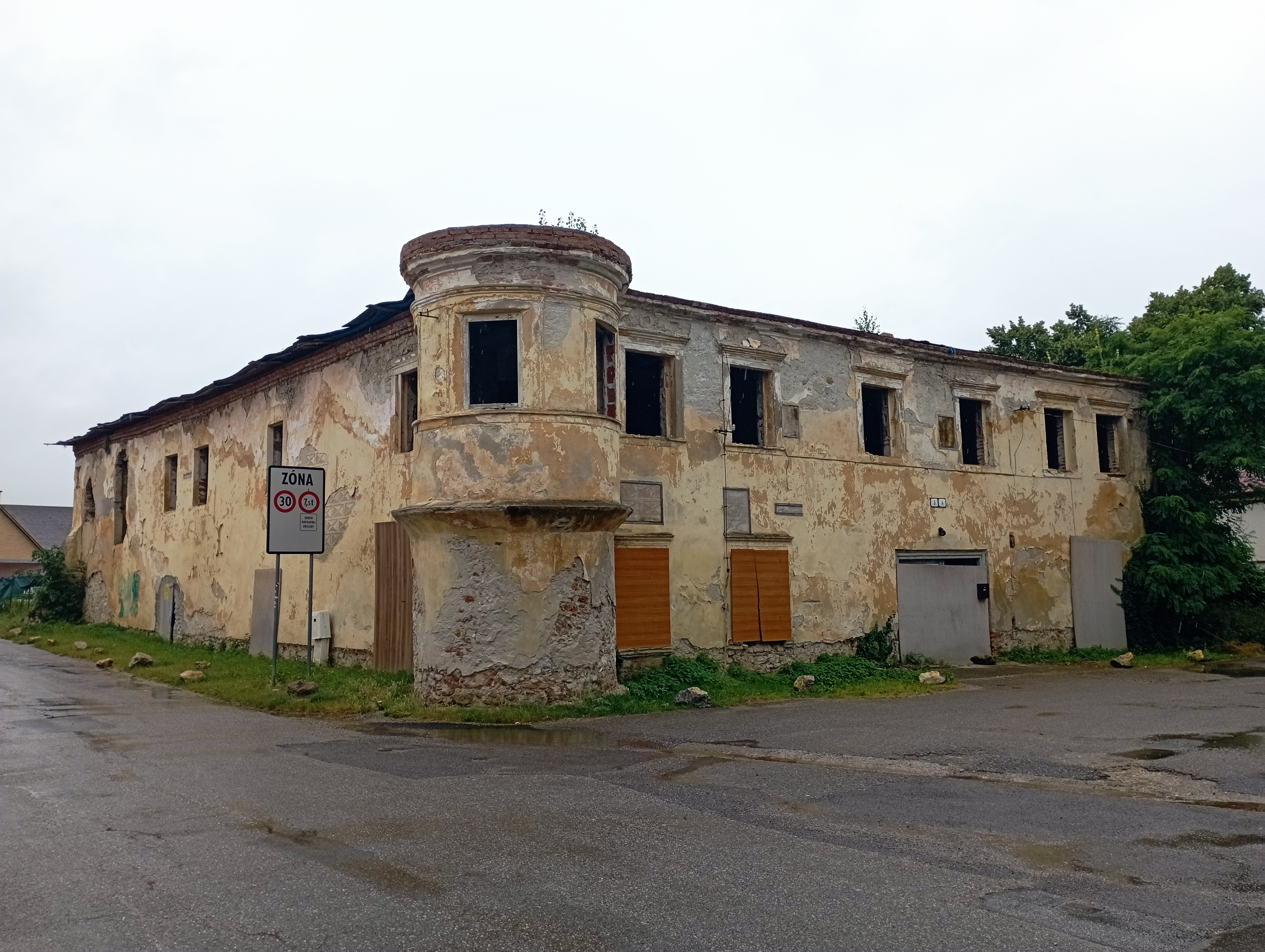
Kurie Dubnických v Beckově

Kurie (slovensky kúria, obojí z lat. curia) je skromnější sídlo drobné šlechty nebo městské šlechtické sídlo. Tento typ sídla se do současnosti dochoval především v oblasti někdejšího Uherska.

## Charakteristika
Kurie bývala přízemní nebo jednoposchoďová zděná obytná budova se skromnou architektonickou výzdobou, která se vyvinula ze středověkého zemanského dvora. Často byla umístěna na vyvýšeném místě v obci nebo u vodního toku. Bloková budova či budova s křídly zpravidla sousedila s hospodářským dvorem, zahradou nebo s malým parkem. Stejně jako kaštel, se kterým má některé architektonické prvky společné, i kurie zřejmě mohla mít obrannou funkci. Prvotní kurie tak mohou být označovány jako tvrz zatímco pozdější jako zámek. Její stavba vycházela z jednoduché, ale vysoce funkční lidové architektury nebo byla ovlivněná uměleckými směry.
Kurie se zachovaly v mnohých slovenských obcích. Nejstarší kurie jsou z konce 15. století, ty měly často jen jednu nebo dvě obytné místnosti. Většina kurií však pochází z 16. či 17. století. Byly to převážně malé budovy s trámovými stropy. Baroko v 18. století výstavbu kurií téměř neovlivnilo, zvýšil se jen počet místností a kurie dostaly obdélníkový půdorys. V místnostech byly barokní české a pruské klenby. Klasicistní kurie z 19. století měly čtyři až šest obytných místností. Kurie bývaly s dvorem spojeny sloupořadím.
Kurie svou architekturou dodnes představují dominanty mnohých slovenských obcí, například renesanční kurie v Necpalech či rokokovo-klasicistická kurie v Štítniku.
Kromě kurií jsou na Slovensku ještě honosnější sídla nazývaná kaštel. Posledním typem šlechtických sídel je hrad. Někdy se uvádí ještě jeden druh sídel, jímž je zámok. V odborné literatuře se považuje za přesně nestanovené synonymum pro (nejčastěji zachovalý) hrad na Slovensku. Zřejmě vlivem působení češtiny v období společného státu se mezi českou, ale i slovenskou laickou veřejností rozšířil mylný názor, že slovenské slovo „zámok“ je synonymem pro české slovo „zámek“.